# Grošnica
Grošnica (cyr. Грошница) – wieś w Serbii, w okręgu szumadijskim, w mieście Kragujevac. W 2011 roku liczyła 1383 mieszkańców.